# 長渕剛のオールナイトニッポンフライデースペシャル・今夜もバリサン
長渕剛のオールナイトニッポンフライデースペシャル・今夜もバリサンは、ニッポン放送ほかで、2003年4月から9月にかけて、金曜日の22:00 - 24:00の時間帯において放送していたラジオ番組の名前。いわゆる「オールナイトニッポンいいネ!」の金曜版扱いだった。

## パーソナリティー
- 長渕剛

## ネットしていた局
- STVラジオ（当時は札幌テレビ放送が運営）
- 青森放送
- IBC岩手放送
- 山形放送
- ラジオ福島
- 信越放送
- 山梨放送
- 北日本放送
- 北陸放送
- 福井放送
- 静岡放送
- 東海ラジオ
- KBS京都
- KBS滋賀
- 和歌山放送
- AM KOBE 558（現・ラジオ関西）
- 山陰放送
- 中国放送
- 山口放送
- 西日本放送
- 南海放送
- 高知放送
- 九州朝日放送
- 大分放送
- 長崎放送
- NBCラジオ佐賀
- 熊本放送
- 宮崎放送
- 南日本放送

## 補足
- 南日本放送は、「〜いいネ!」はネットしていなかったが、この番組はネットしていた。これは、MCの長渕剛が鹿児島県出身であることと、翌年の桜島オールナイトコンサートを成功させるためだった。（この間、それまでこの時間に放送していた金曜日の「アクセス」は打ち切り状態だった（月～木はこのまま存続）が、この番組の終了に伴い、半年でネット復活となった。）
- 放送開始当初から「半年のみの放送」と語られていた。
- 原則として、ナイター中継が22:00以降も特番体制で入る（もしくは延長される）場合は、スライドせずに、時間短縮としていた（その場合、22時台のコーナーは休止になることもあった。）。長渕も番組内にて「こればっかりは仕方がない」と語っていた。
- 10代から40代のミスを応募された写真の中から選び、選ばれた女性が出演するというコーナーがあった。ミスに選ばれた女性の写真はホームページで公開していた。
- 番組内で弾き語りを披露することがあり、「僕の猫」など珍しいナンバーも演奏された。これらの一部はDVD「TSUYOSHI NAGABUCHI Keep On Fighting LIVE 2003 夏」の特典CDに収録されている。
- 垣花正曰く、長渕がスタッフにいろいろと無理な注文をつけたりしたために扱いづらかったという。
- 自身の曲をバックに長渕のロングトークが加熱したところで、突然CMに突入したことがある。CM明け、トーンダウンした長渕が「俺は誰が嫌いかって、人が一生懸命話してんのに断りも無くCM入れるような奴が一番嫌いだ。」と怒りを露にした。
- 長渕が来られない回があり、急遽ピンチヒッターとしてはなわが急遽起用されたことがある。
- この年の末、長渕は再び特番でオールナイトニッポンのパーソナリティを務めている。

| オールナイトニッポン フライデースペシャル  | オールナイトニッポン フライデースペシャル                          | オールナイトニッポン フライデースペシャル |
| ------------------------------------------ | ------------------------------------------------------------------ | ----------------------------------------- |
| 前担当堀内健とビビる大木 「SUPER ERIDAY!」 | オールナイトニッポン フライデースペシャル 金曜 22:00 - 24:00長渕剛 | 次担当週替わり 「FRIDAY SPECIAL」         |